# 新宿天婦羅綱八

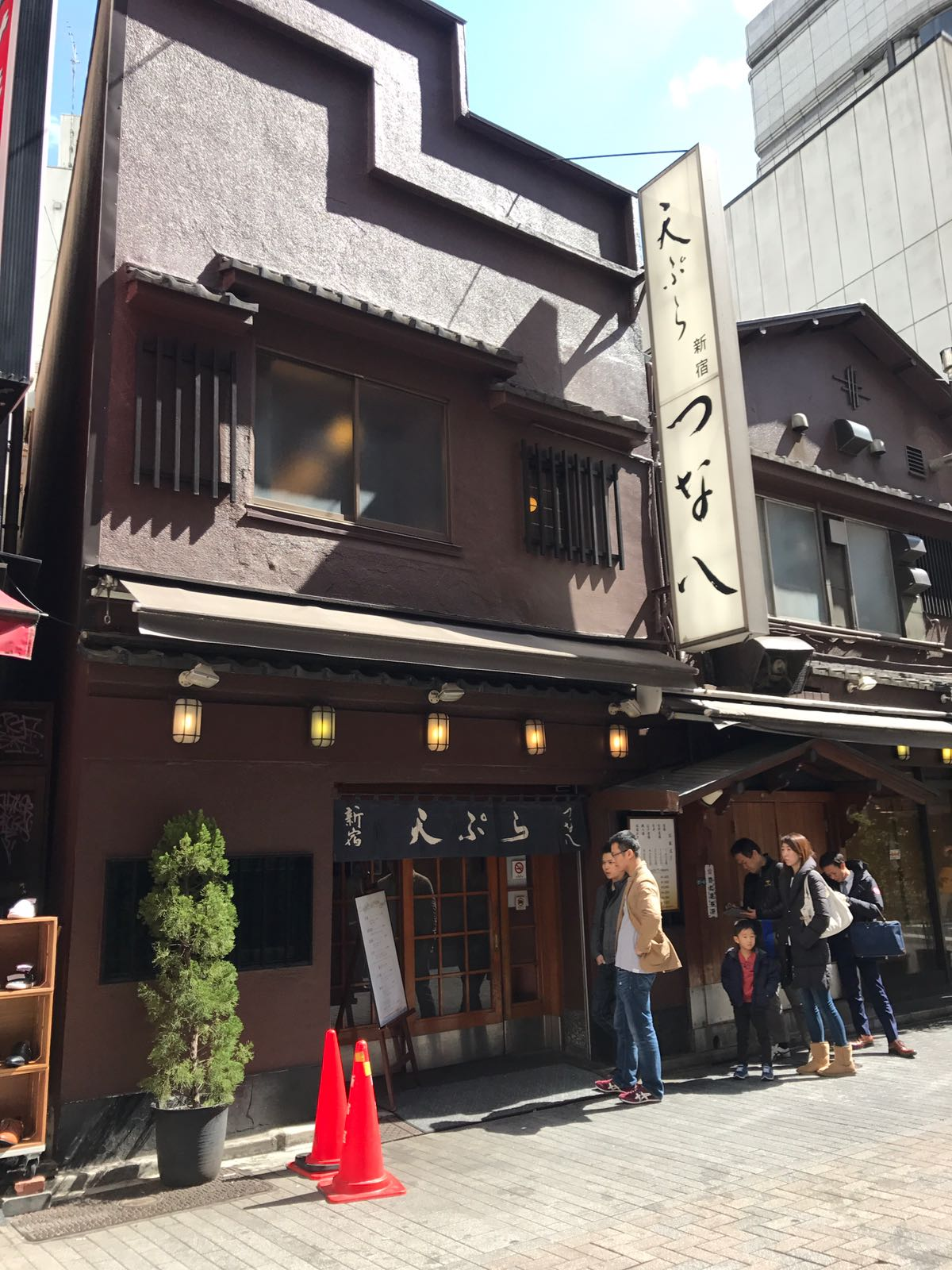
新宿天婦羅綱八總店外觀

新宿「天婦羅綱八」(日文：天ぷら新宿つな八) 是一家天婦羅專門食店，總店位於日本東京新宿區新宿3-31-8，由開業至今已有九十多年的歷史。
除了炸蝦天婦羅，其他炸物如墨魚、蔬菜、星鰻、魚貝類等食物也同樣著名。

## 歷史簡報
創始人志村久藏於1924年10月18日開辦天婦羅綱八，從此開啟了綱八的悠久歷史。
第二代繼承人志村圭輔於1953年重建了天婦羅綱八總店，並開始積極開拓分店網絡。
時至今日，在第三代社長志村久彌的帶領下，綱八已在日本開設30間分店，並以「全力把天婦羅文化在海外各地傳播」為目標。

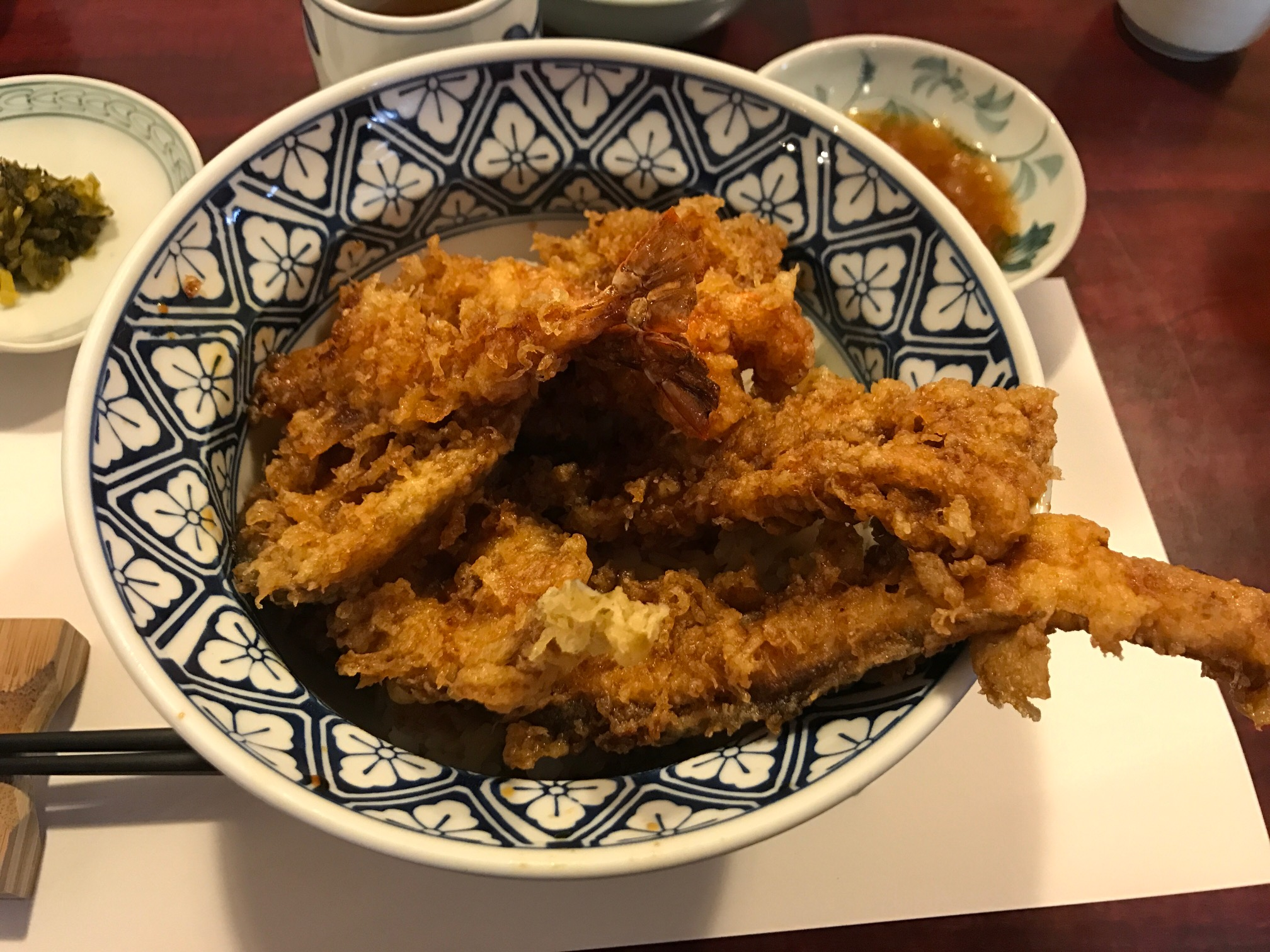
天丼

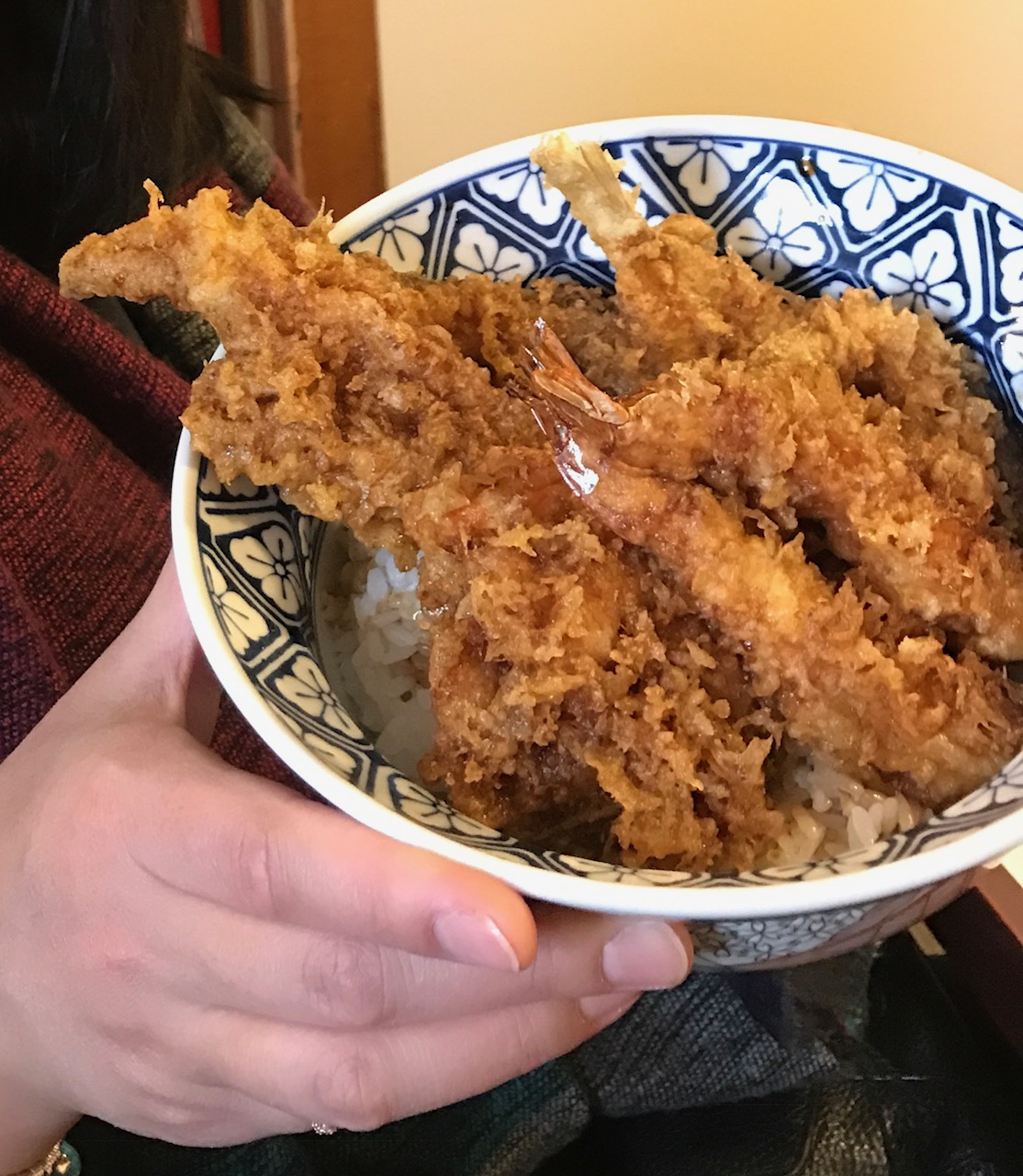
天丼

## 店舖
天婦羅綱八連同新宿總店，現於日本共有30間門市。除了於東京一帶開設食堂，店舖更分佈於神奈川縣、埼玉縣、千葉縣、愛知縣、京都府、大阪府、福岡縣、富山縣、北海道及宮場縣。